# Korsu

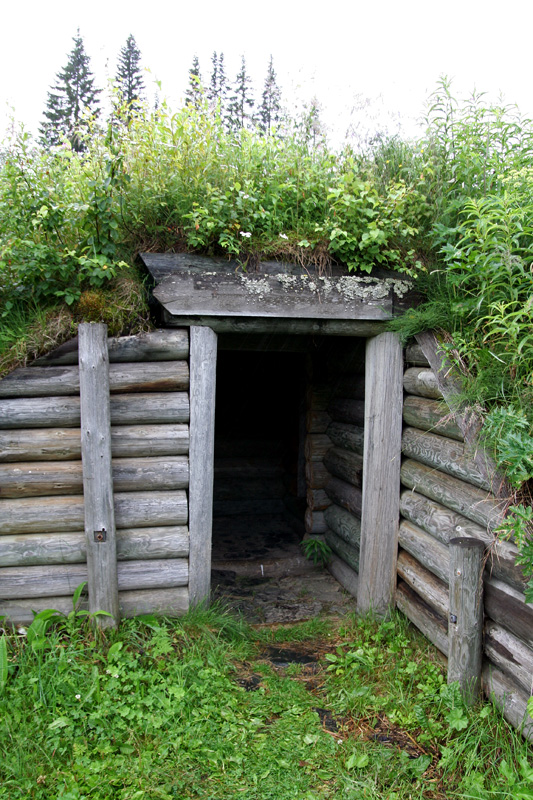
En replika av en krigstida korsu.

En korsu är en krigstida bivack (försörjnings- och viloskyddsrum) för långtidsbruk, som är vanligtvis uppförd av stockar en bit bakom främsta försvarslinjen. Den är antingen helt eller delvis nedgrävd under jord. Har byggnaden skottgluggar och siktspringor kallas den på svenska för stridsvärn (bunker).  Termen korsu är ett etablerat finskt lånord i finlandssvenskan, som svenska frivilliga i Finland upptog i sitt språkbruk under andra världskriget. 
En korsu byggs oftast in i en av naturen formad kulle, med en djup skyttegravsliknande gångstig, som leder till dess ingångsdörr. Själva korsun är oftast helt inbyggd i kullen. Rummet i korsun byggs som regel av stockar. Korsuns tak består av flera lager av korslagda stockar, och ovanpå dessa finns ett lager med stora stenar och jord. Taket kamoufleras omsorgsfullt för att korsun skall smälta in i den omgivande naturen. Till korsun leder antingen en eller flera ventilationsrör, samt rör från eldstäder.  Skorstensrören förses med en sinnrik förgrening gjord av galler, så att nedsläppta handgranater studsar ut igen. 
Korsun finns i många olika storlekar. Den vanligaste förekommande storleken rymmer som mest omkring tjugo mannar. Den enklaste typen av korsu är  inredd med britsar, bord, pallar och en eldstad. Som belysningskälla används en lampa av något slag, oftast en fotogenlampa. Under ställningskrig hinner manskapet ofta bygga mera avancerade varianter av korsun, allt för att göra den så beboelig som möjligt. 
Vid behov konstrueras dräneringssystem, för att hindra grundvattnet från att rinna in i korsun.  
Idag har den finländska försvarsmakten till sitt förfogande även elementkorsun i betong. De är betydligt enklare att uppföra, men kräver bruk av maskinella hjälpmedel.

## Bildgalleri

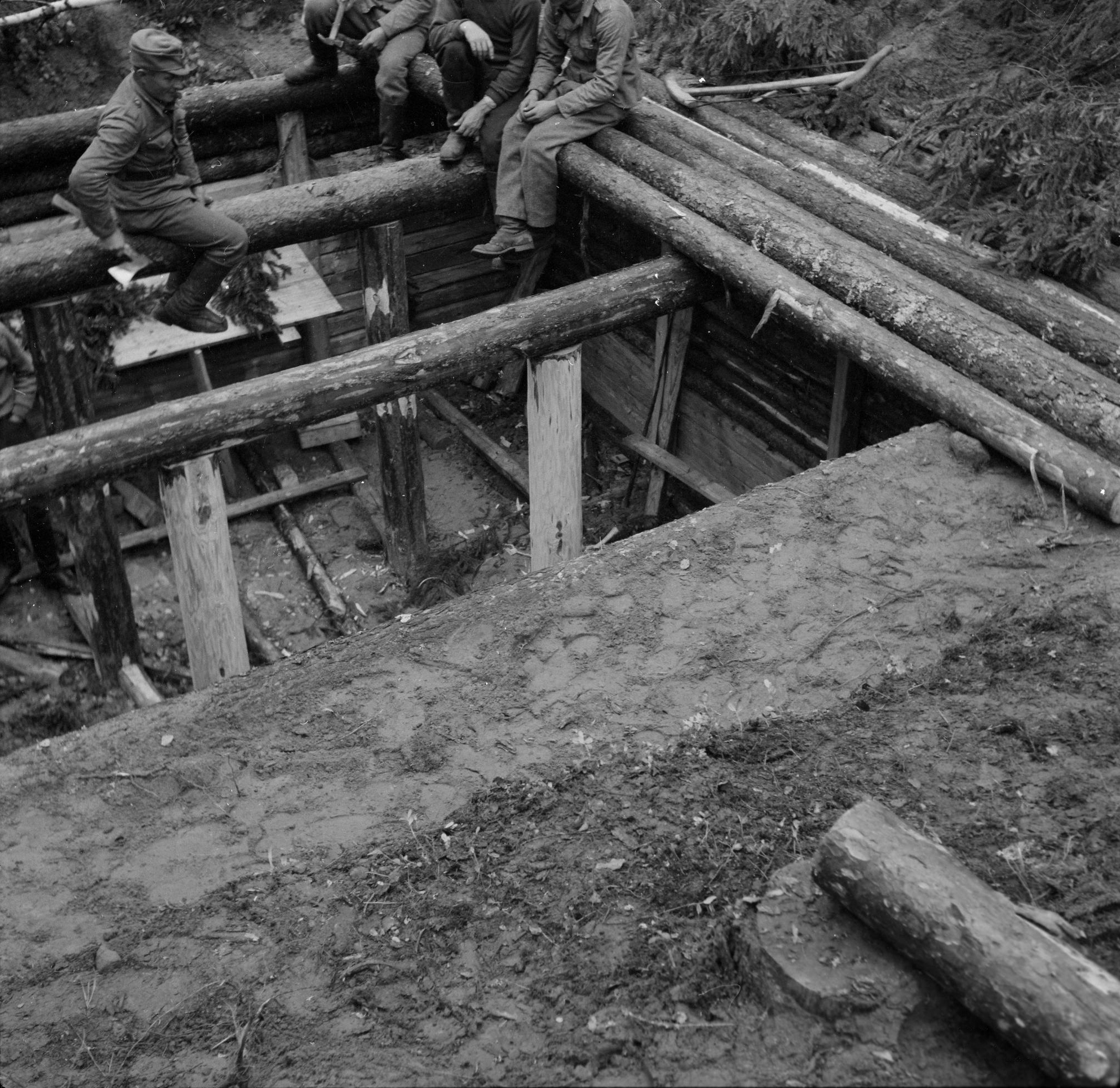
Korsubyggare vid Raatteentie, 1941
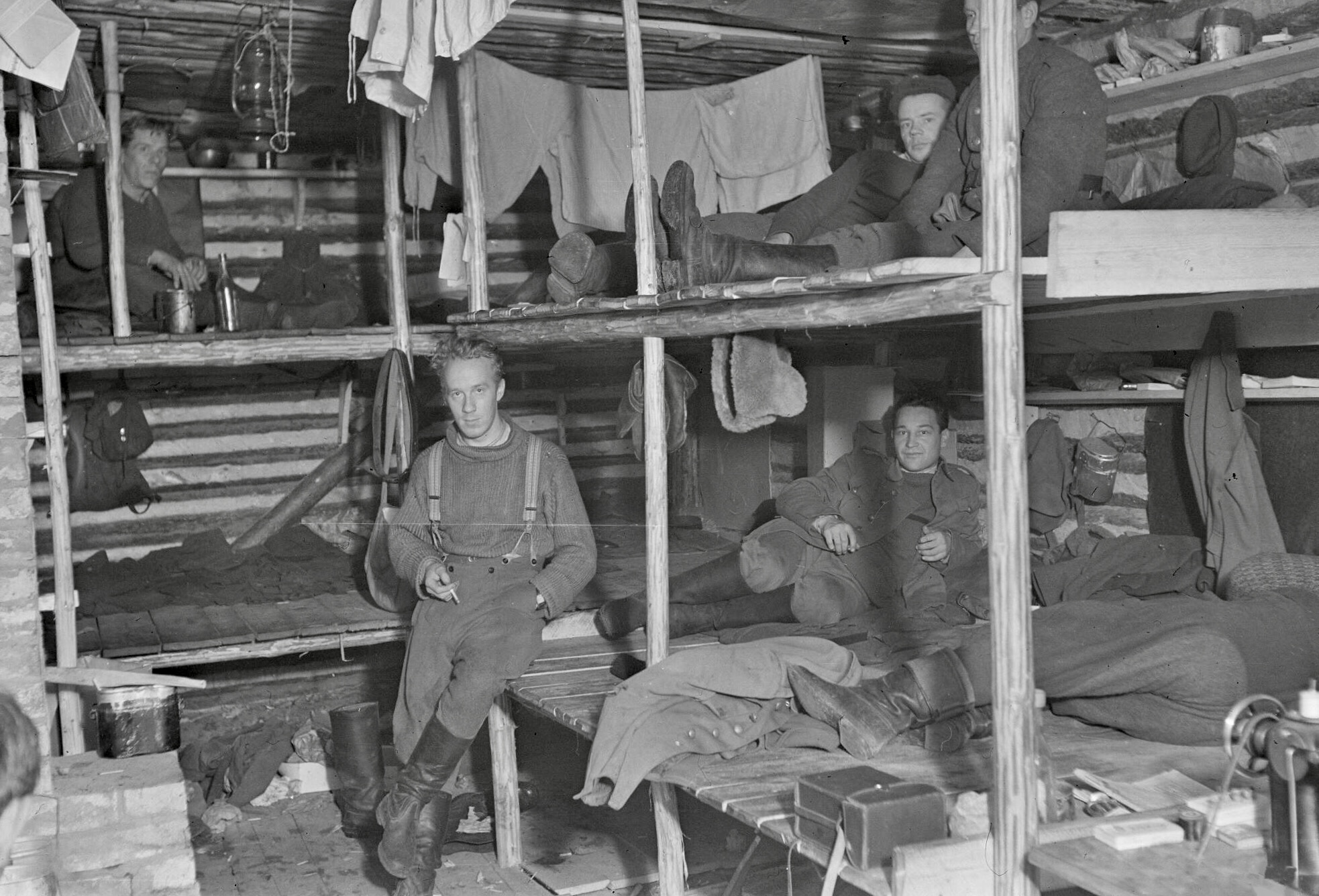
Livet i en korsu, den 6 december 1941
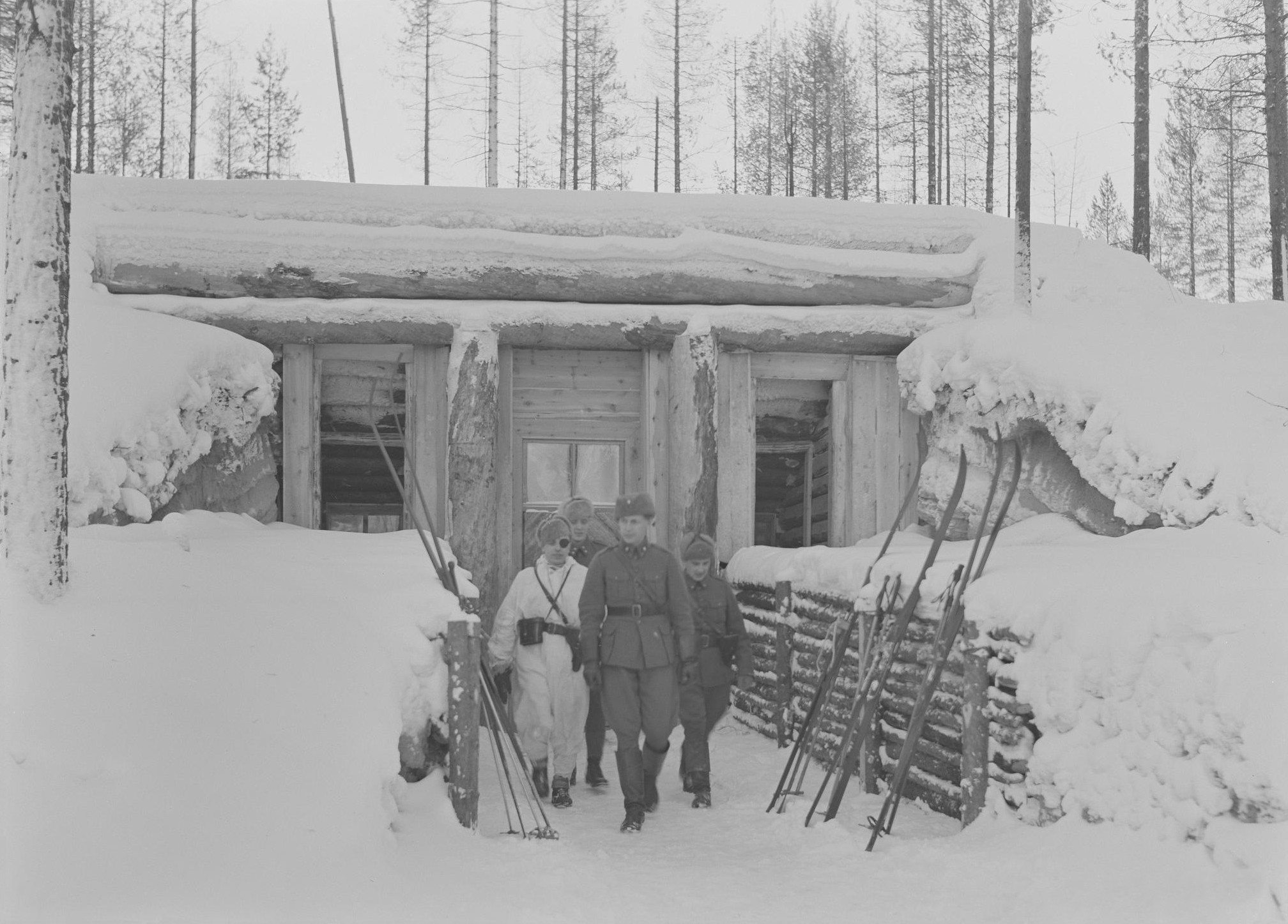
"Paukkulinna"-korsu, den 24 februari 1942